# روری آلن
روری آلن (انگلیسی: Rory Allen؛ زادهٔ ۱۷ اکتبر ۱۹۷۷) بازیکن فوتبال اهل بریتانیا است.
از باشگاه‌هایی که در آن بازی کرده‌است می‌توان به باشگاه فوتبال پورتسموث، باشگاه فوتبال لوتون تاون، و باشگاه فوتبال تاتنهام هاتسپر اشاره کرد.